# Île d’Oléron
Die Île d’Oléron ist die zweitgrößte französische Insel in Europa. Sie liegt im Atlantischen Ozean und gehört zum Département Charente-Maritime sowie zur Region Nouvelle-Aquitaine und wird auch die „Mimoseninsel“ genannt.

## Geografie
Die Île d’Oléron liegt mit der französischen Westküste über eine Brücke verbunden im Atlantik bzw. am Golf von Biskaya nördlich der Gironde-Mündung sowie westlich der Mündung der Charente in der Nähe der Hafenstadt Rochefort. Nordöstlich benachbart liegen die Île-d’Aix, dazwischen das Fort Boyard, östlich die Île Madame.
Oléron und die Nachbarinsel Île de Ré schließen mitsamt dem Festland den Pertuis d’Antioche ein, einen Meeresabschnitt, der als Segel-Paradies gilt. Sein südlicher Bereich ist zum großen Teil verschlickt und bietet so ein ideales Terrain zur Muschel- und Austernzucht. Aufgrund der guten Voraussetzungen und dem kontinuierlichen Zufluss von Süßwasser ist die Insel zu einer der bedeutendsten Regionen der Austernzucht in Europa geworden.
Neben der Zucht von Austern und Langusten, dem Fischfang, und dem wichtigsten Wirtschaftszweig der Insel – dem Tourismus- ist die Landwirtschaft ein bedeutender Faktor. Angebaut werden Wein, und in vielen Gärtnereibetrieben, insbesondere im Norden der Insel, Gemüse, insbesondere Tomaten und die bekannten Oleron-Gurken.
Viele der Häuser auf der Insel sind Zweitwohnsitze.
Die Insel ist 34 km lang und an der breitesten Stelle 12 km breit. Sie ist – lässt man die Übersee-Départements außer Betracht – mit einer Grundfläche von 175 km² nach Korsika die zweitgrößte französische Insel und an der Atlantikküste die größte vor der Belle-Île und der Île de Ré; die höchste Erhebung wird mit 19 m über dem Meer im äußersten Süden der Insel erreicht.

## Klima
Auf der Insel herrscht feucht-gemäßigtes maritimes Klima. Die durchschnittlichen jährlichen Niederschläge betrugen 690 mm im Zeitraum 1981 bis 2010. Die mittleren Tagestemperaturen reichten in diesem Zeitraum von 7,3° im Januar bis 22,7° im August. Am meisten Regen fiel in den Monaten Oktober bis Januar.
Infolge des Klimawandels ist die Insel stark von Erosion bedroht. An der Westküste gingen bis 2024 in jüngerer Vergangenheit Jahr für Jahr 15 m Land an das Meer verloren. Die Verluste summieren sich stellenweise bis zu mehreren hundert Metern.

## Verkehr
Wie die Île de Ré ist die Insel durch eine Brücke mit dem Festland verbunden. Das 2862 m lange Viaduc d’Oléron, das Bourcefranc-le-Chapus mit dem Süden der Insel verbindet, war bei seiner Eröffnung 1966 die längste Brücke Frankreichs. 1992 wurde die Maut für das Viadukt abgeschafft. Bis zum Bau der Brücke gab es an dieser Stelle eine Fähre. Als Überbleibsel des Fährverkehrs kann man noch die für die Öffentlichkeit gesperrten beiden langen Fähranleger zur tidenunabhängigen Fahrwasserrinne sehen.
Auf der Insel selbst gibt es nur Landstraßen. Die Hauptverbindungen, aber auch immer mehr Nebenstrecken sind meist gut ausgebaut. In den Hauptferienzeiten ist die Nord-Süd-Verbindung häufig sehr stauträchtig. Auf der überwiegend ebenen Insel gibt es heutzutage ein gut ausgebautes Radwegenetz.
Im Süden der Insel verkehrt eine Feldbahn mit Personenverkehr.
Zwischen Surgères, Rochefort, Marennes und der Île d’Oléron verkehren mehrmals täglich regionale Busse, die auf der Insel zumindest die Orte Le Château, Dolus und Saint-Pierre bedienen. In Surgères erreichen die Busse gezielte Anschlüsse an TGV-Züge von und nach Paris. Einzelne Busverbindungen bestehen auch bis nach La Rochelle, in den Sommerferien auch bis nach Saintes. In den Sommerferien pendeln zudem kostenlose Shuttlebusse regelmäßig auf fünf Routen in alle Orte der Île d’Oléron.

### Bahnstrecke
Am 24. April 1904 wurde auf der Île d’Oléron eine Eisenbahnlinie in Betrieb genommen. Der Personenverkehr wurde allerdings im Jahr 1934 wieder eingestellt, der Güterverkehr 1935. Auf der Hauptstrecke von Saint-Trojan über Saint-Pierre bis Saint-Denis gab es 25 Bahnhöfe bzw. Haltestellen, zudem gab es eine Stichstrecke nach Boyardville mit drei weiteren Bahnhöfen. Busse verkehren seit 1927 auf der Insel.

### Häfen
Die Häfen werden fast nur noch für private und touristische Fahrten genutzt. Linienschiffe verkehren in der Saison zur Nachbarinsel Île-d’Aix, nach La Rochelle, zum Fort Boyard und zur Île de Ré. In La Cotinière befindet sich einer der bedeutendsten Fischereihäfen an der französischen Atlantikküste.

## Verwaltung

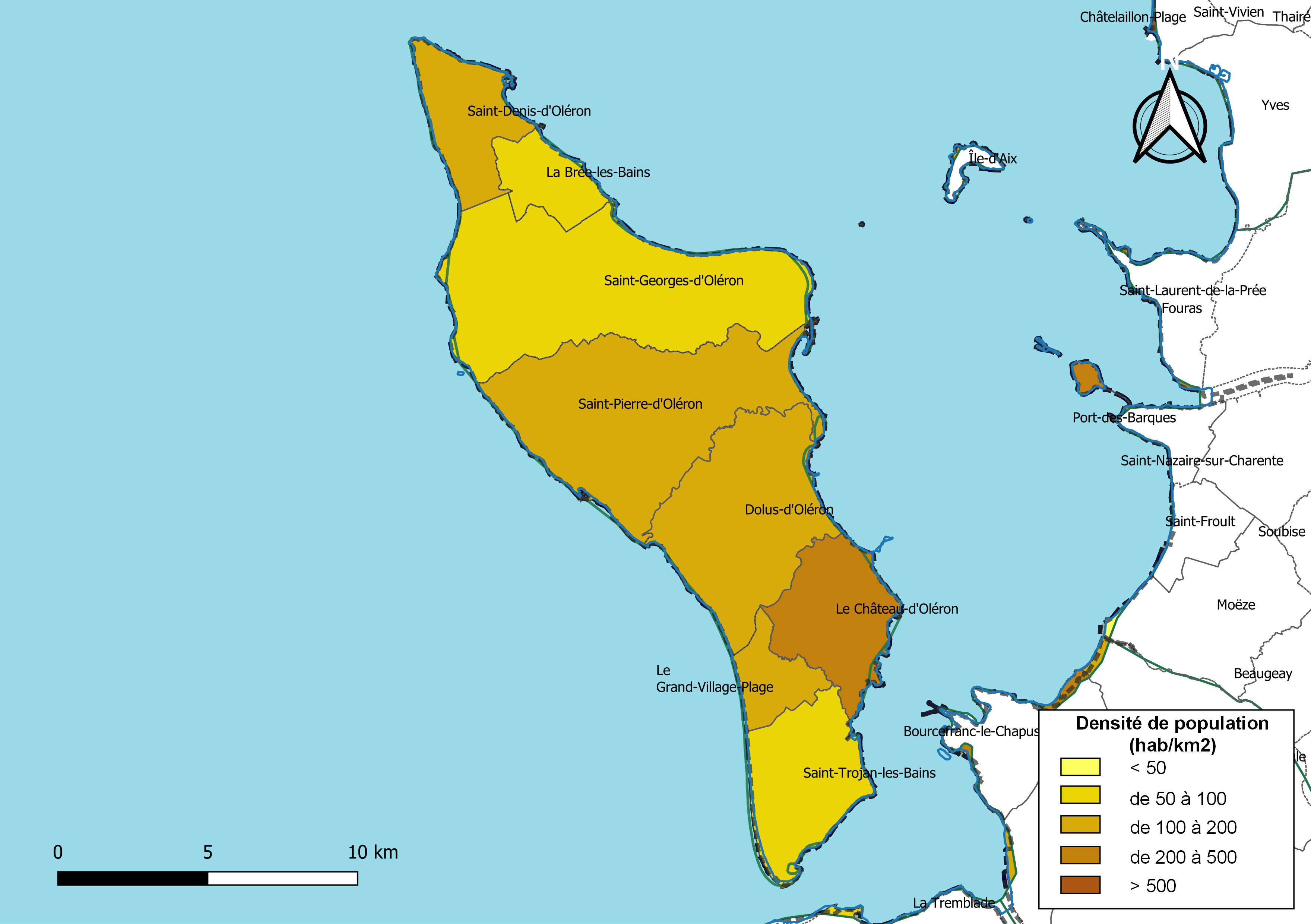
Die Gemeinden der Île d’Oléron

Die Insel gehört zur Region Nouvelle-Aquitaine, zum Département Charente-Maritime und zum Arrondissement Rochefort. Auf der Île d’Oléron leben ständig (Stand: 1. Januar 2022) 22518 Einwohner.
Die Insel ist deckungsgleich mit dem Kanton Île d’Oléron (Hauptort: Saint-Pierre-d’Oléron) und ist unterteilt in acht Gemeinden:
- La Brée-les-Bains
- Le Château-d’Oléron
- Dolus-d’Oléron
- Le Grand-Village-Plage
- Saint-Denis-d’Oléron
- Saint-Georges-d’Oléron
- Saint-Pierre-d’Oléron
- Saint-Trojan-les-Bains

## Tourismus
Aufgrund ihres milden Klimas ist die Insel spätestens ab April bis Mitte September bei Touristen sehr beliebt. Ausflugsziele sind unter anderem der in den Jahren 1834 bis 1836 erbaute Leuchtturm Phare de Chassiron, das durch Fernsehsendungen bekannte, bei Boyardville vorgelagerte Fort Boyard und die unter Vauban errichtete Citadelle du Château d’Oléron. In der dortigen Bastion de la Brèche befindet sich ein militärhistorisches Museum, das über die französische Kolonialisierung Nordamerikas und die Kulturen der First Nations informiert.
Das Freiluftmuseum Port des Salines in Petit-Village, einem Ortsteil von Le Grand Village Plage, dokumentiert das Handwerk der Meersalzgewinnung. Das Maison éco-paysanne in Grand Village besteht aus einem alten Bauernhof sowie einem Neubau und zeigt Architektur und Kultur der Insel in historischer Entwicklung bis in die Gegenwart.
Das Sumpfgebiet Marais aux Oiseaux beherbergt etwa 60 Tierarten, die man sonst in der Natur nur selten zu sehen bekommt.
Reine Sandstrände finden sich im Nord- und Südwesten der Insel; in der Mitte wechseln an der Brandungslinie steinige Passagen mit Einsprengseln Sand ab. Diese Strände werden während der Saison von Rettungsschwimmern bewacht. Auf der Ostseite, dem Festland zugewandt, erstreckt sich ab Boyardville bis zum Hafen von La Brée ebenfalls ein ca. 15 Kilometer langer Sandstrand.
An der dem Atlantik zugewandten Küstenabschnitt der Insel gibt es zahlreiche Surfschulen und Windsurfschulen, die z. T. ganzjährig geöffnet sind.
Der Wald- und Dünenbereich bei Grand-Village und Saint-Trojan ist Naturschutzgebiet.
In einigen Ortschaften finden regelmäßig Wochen- und Trödelmärkte statt; insbesondere Saint-Pierre und La Cotinière bieten dort Spezialitäten der Insel an.

Hafen von La Cotinière, Panoramabild

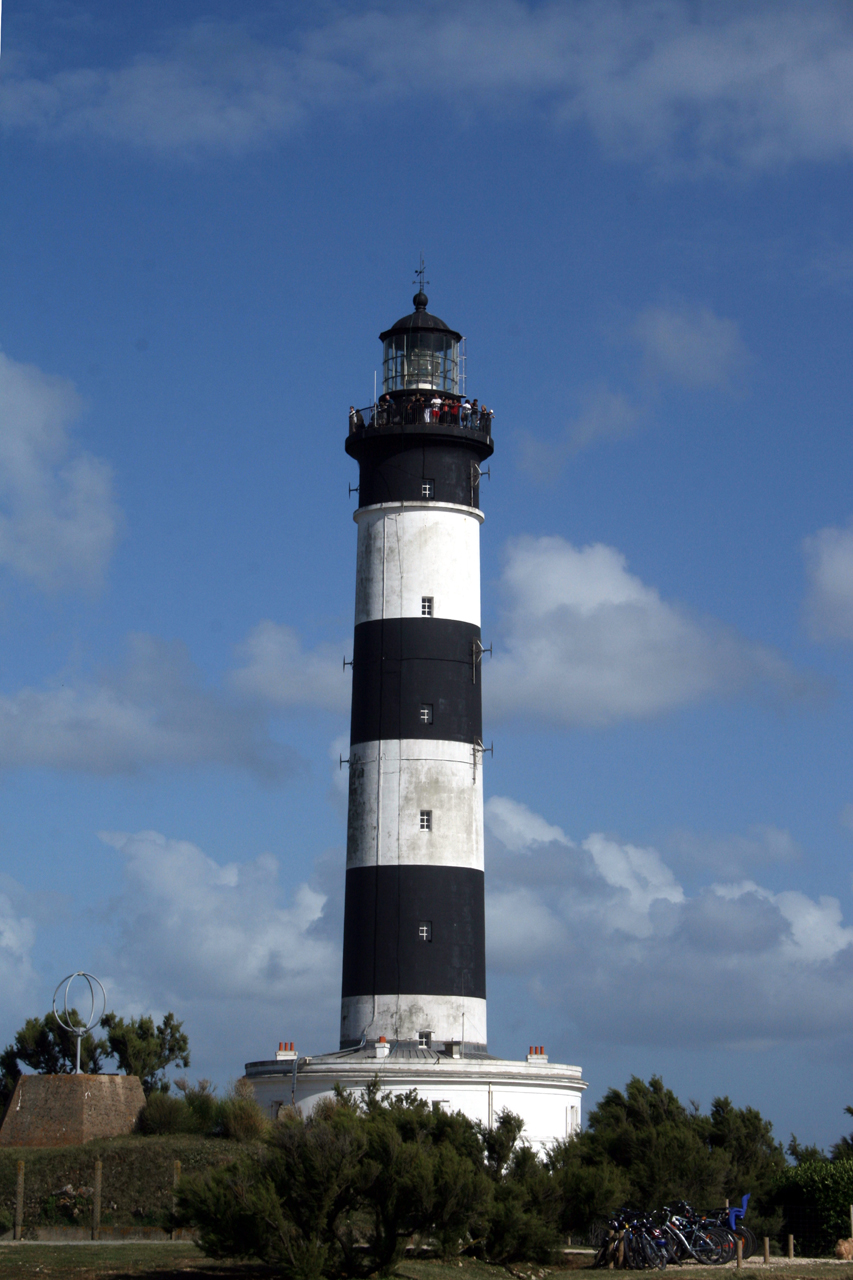
Phare de Chassiron
Le Port des Salines
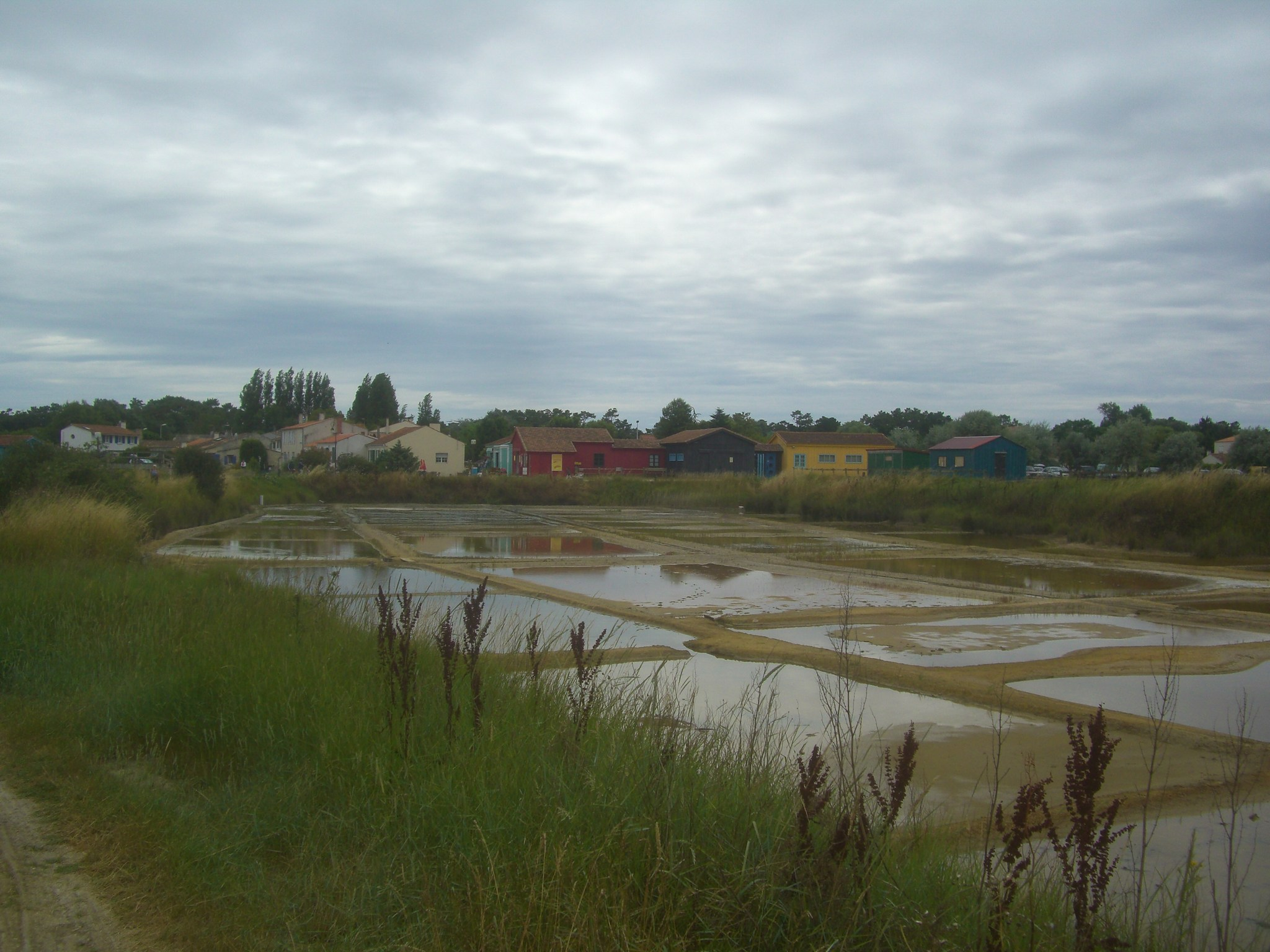
Die Salzfelder von Port des Salines
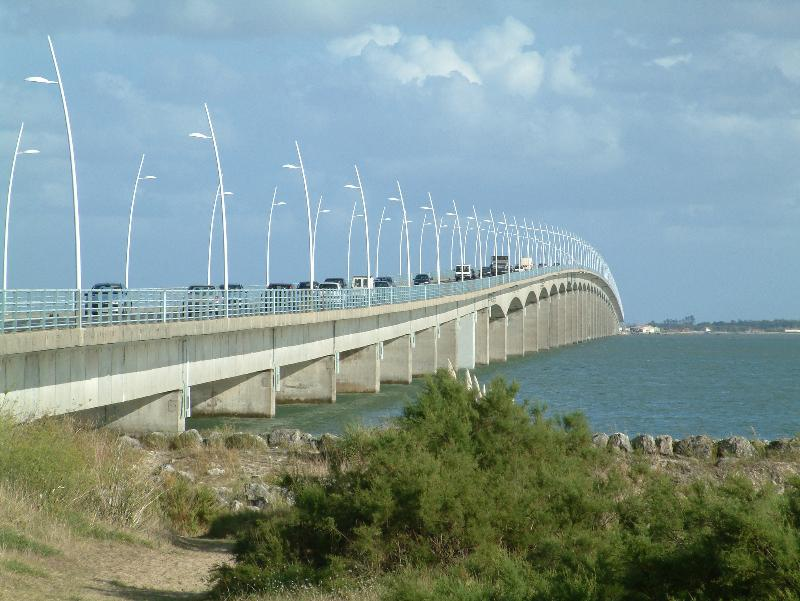
Viaduc d’Oléron
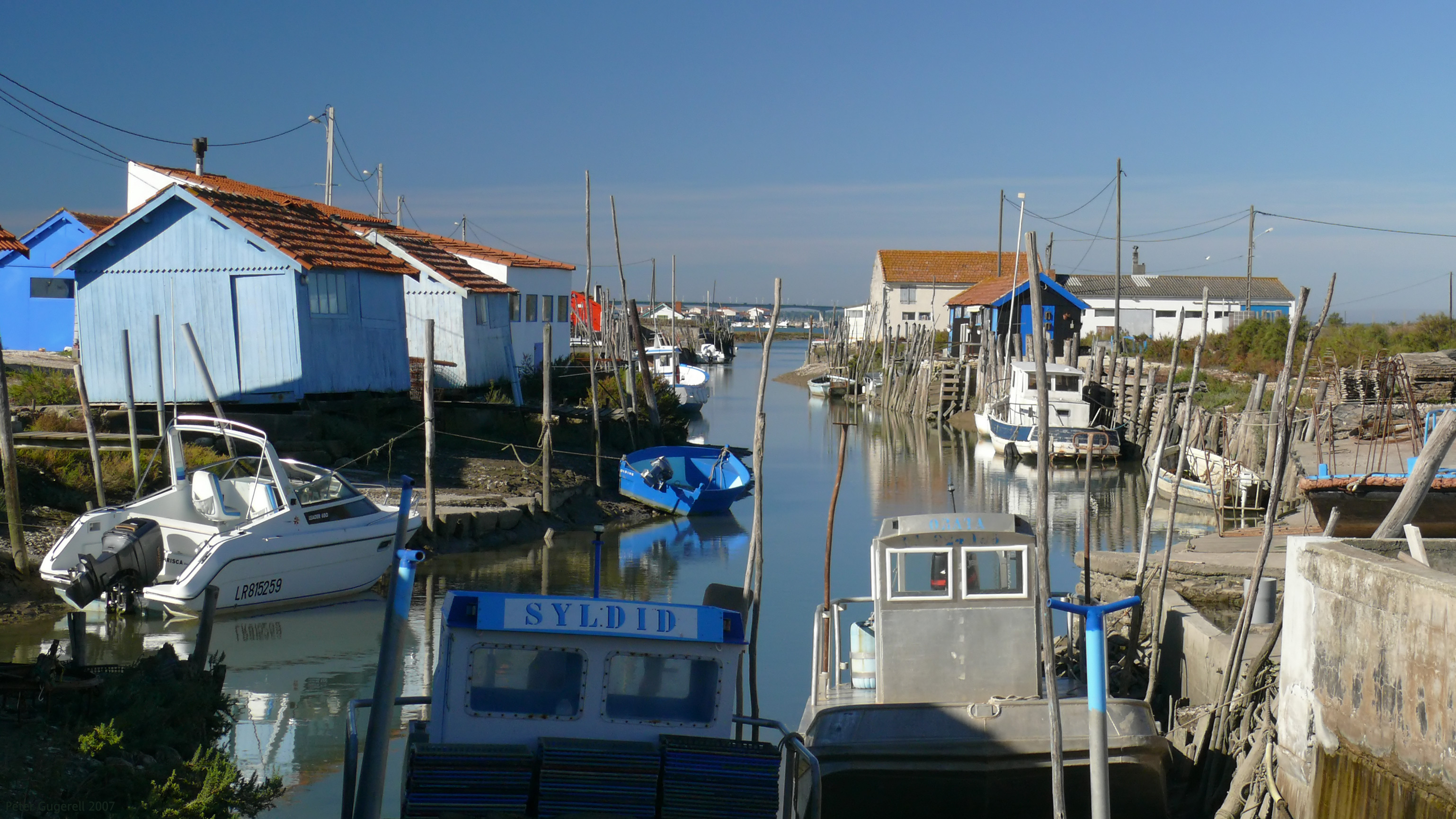
Austernzucht auf der Île d’Oléron
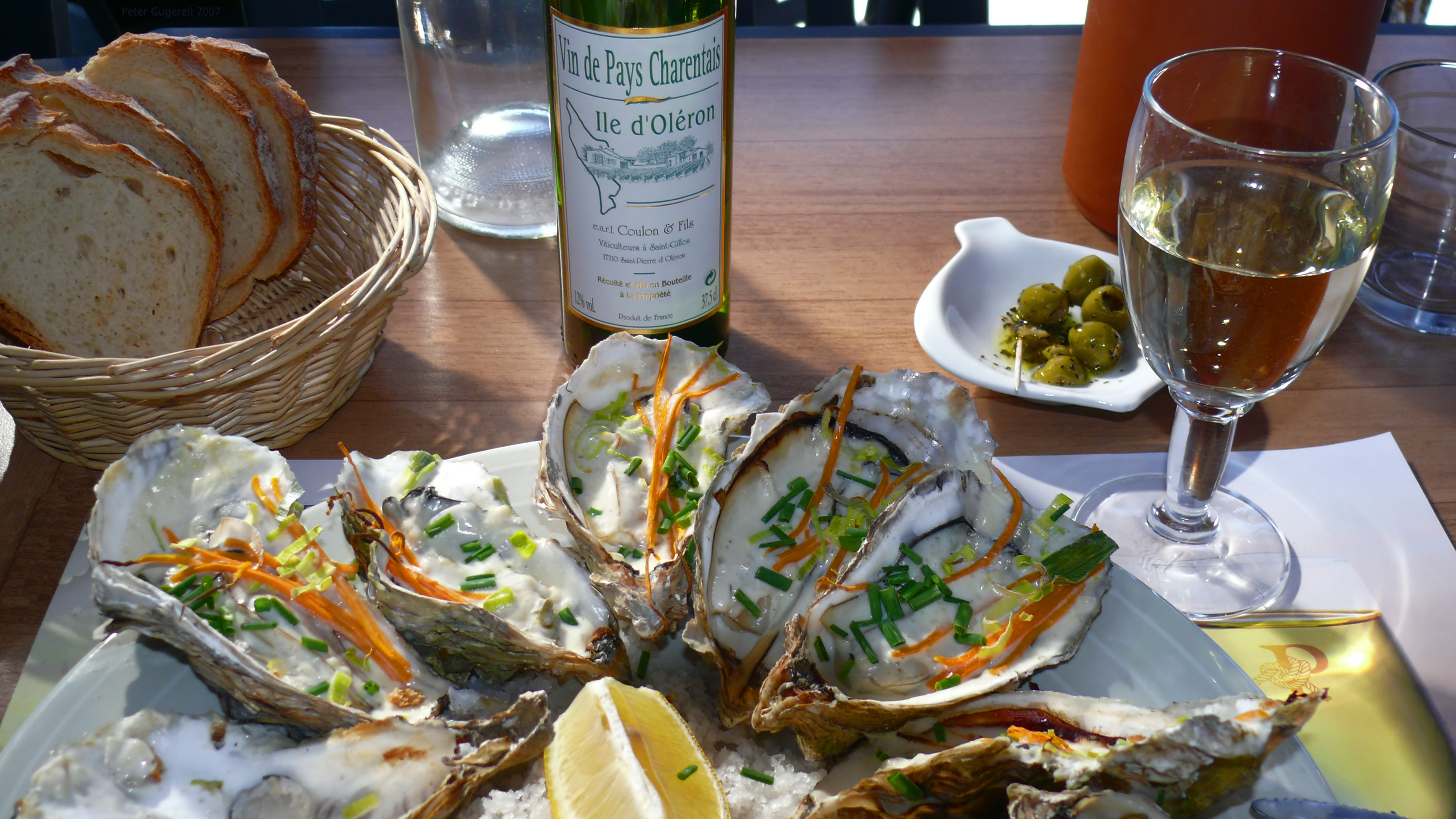
Oléron-Austern

## Geschichte

Die Île d’Oléron (kolorierter Kupferstich von Christophe Tassin, 1634)

Unter dem Namen Ularius war die Insel schon zur Römerzeit bekannt und diente laut Plinius dem Älteren als Erholungsort im Sommer. In späteren Jahrhunderten war sie, wie viele der anderen Atlantikinseln, ein Streitpunkt zwischen Frankreich und England. Auf Oléron verbrachte die mächtige Herzogin des Mittelalters und Königin zweier Länder, Eleonore von Aquitanien, 16 Jahre ihres Lebens in Gefangenschaft, weil sie die Rebellionen ihrer ältesten Söhne gegen ihren Mann Heinrich II. unterstützt hatte. In dieser Zeit wurde der nach der Insel benannte und dort verwahrte Seerechtskodex Rôles d’Oléron niedergeschrieben.
Im 16. Jahrhundert war die Inselbevölkerung überwiegend hugenottischen Glaubens. 1623 nahm Ludwig XIII. die Insel in Besitz. Carl Constantin von Hessen-Rheinfels-Rotenburg war nach dem Attentat mit der sogenannten Höllenmaschine auf Napoléon Bonaparte von 1800 bis 1803 auf der Insel verbannt. Während der deutschen Besetzung im Zweiten Weltkrieg war die Insel ein Teil des Atlantikwalls; noch heute finden sich an einigen Stränden und in den Dünen alte Bunker- und Verteidigungsanlagen. Auf der Insel verbrachte der gegenüber, in der Hafenstadt Rochefort, geborene Schriftsteller Pierre Loti den Großteil seines Lebens. Er hob den besonderen Charakter des hellen Lichts auf Oléron hervor und beschrieb die Insel in Teilen seiner Werke.

## Trivia
Im Film Freizeitkapitäne (Liberté-Oléron) von und mit dem französischen Regisseur, Schriftsteller und Schauspieler Bruno Podalydès aus dem Jahr 2000 mit u. a. seinem Bruder Denis Podalydès und seinem Sohn Jean Podalydès sowie z. B. Guilaine Londez, Éric Elmosnino usw. spielen die Île d’Oléron und ein Segel- und Picknick-Ausflug auf die benachbarte Île-d’Aix zentrale Rollen; auch das dazwischenliegende Fort Boyard sowie der lokale Schiffs- und Fährverkehr sowie das Strandleben sind „gut im Bild“.